# دبلیودبلیوئی سایبر ساندی
دبلیودبلیوئی سایبِر ساندِی (به انگلیسی: WWE Cyber Sunday) با نام اولیه : دبلیودبلیوئی تابو تیوزدِی (به انگلیسی: Tabbo Tuesday) یک رویداد غیر رایگان (Pay-Per-View) در کشتی حرفه ای و شبکه دبلیودبلیوئی بود که توسط کمپانی دبلیودبلیوئی، یک کمپانی کشتی حرفه‌ای مستقر در کانتیکت، تولید می شد. این رویداد در سال ۲۰۰۴ با نام تابو تیوزدی تأسیس شد و در سال ۲۰۰۶ نام آن به سایبر ساندی تغییر کرد. آخرین دوره این رویداد در سال ۲۰۰۸ برگزار شد. یکی از نکات جالب توجه این رویداد تعیین کردن ویژگی های خاصی از هر مسابقه مثل حضور داشتن کشتی گیران و نوع مسابقات این رویداد توسط هواداران بود. این رای گیری اغلب در اینترنت یا ارسال پیامک انجام می شد و رای گیری تا قبل از شروع رویداد به پایان می رسید. 
در سال ۲۰۰۹ رویداد براگینگ رایتس جایگزین این رویداد شد. 

## لیست رویداد ها
|  | رویداد مخصوص برند راو |

| ۱                                                    | تابو تیوزدی (۲۰۰۴) | ۱۹ اکتبر ۲۰۰۴ | میلواکی، ویسکانسین | بردلی سنتر        | رندی اورتن در مقابل ریک فلیر در یک مسابقه قفس فولادی                                                                         | [ ۱ ] |
| ۲                                                    | تابو تیوزدی (۲۰۰۵) | ۱ نوامبر ۲۰۰۵ | سن دیگو، کالیفرنیا | آی پی وان سنتر    | جان سینا (c) در مقابل کرت انگل و شان مایکلز در یک مسابقه سه نفره برای کمربند قهرمانی دبلیودبلیوئی                            | [ ۲ ] |
| ۳                                                    | سایبر ساندی (۲۰۰۶) | ۵ نوامبر ۲۰۰۶ | سینسیناتی، اوهایو  | یو اس بانک آرنا   | کینگ بوکر (c) در مقابل قهرمان WWE جان سینا در برابر قهرمان جهانی ECW بیگ شو در یک مسابقه سه نفره برای قهرمانی سنگین وزن جهان | [ ۳ ] |
| ۴                                                    | سایبر ساندی (۲۰۰۷) | ۲۸ اکتبر ۲۰۰۷ | واشنگتن دی سی      | ورایزون سنتر      | باتیستا (c) در مقابل آندرتیکر برای قهرمانی سنگین وزن جهان با حضور استون کلد استیو آستین به عنوان داور ویژه                   | [ ۴ ] |
| ۵                                                    | سایبر ساندی (۲۰۰۸) | ۲۶ اکتبر ۲۰۰۸ | فینیکس، آریزونا    | یو اس ایرویز سنتر | کریس جریکو (c) در مقابل باتیستا برای قهرمانی سنگین وزن جهان با حضوراستون کلد استیو آستین به عنوان داور ویژه                  | [ ۵ ] |
| (c) - اشاره به قهرمان (هایی) دارد که به میدان رفتند. |                    |               |                    |                   | |       |